# Hewitt (Hügel)
Ein Hewitt (englisch hill in England, Wales or Ireland over two thousand feet) bezeichnet einen Hügel in England, Wales oder Irland, der mindestens 2000 Fuß bzw. 609,6 Meter hoch ist und sich aus seiner Umgebung mindestens 30 Meter (Schartenhöhe) erhebt. Diese skurrile Einteilung wurde von Alan Dawson eingeführt.
Es sind derzeit 525 Hewitts verzeichnet, 178 in England, 137 in Wales und 211 in Irland.
Schottland wurde von Dawson nicht mitgezählt, da es hier zu viele entsprechende Berge gibt. Es wird aber in anderen Einteilungen mitgezählt, bzw. hat sogar eigene Einteilungen.
In Großbritannien und Irland ist das „Sammeln“ von Hewitts eine Wandersportart (sog. „Peak Bagging“).